# Melanonaclia moerens
Melanonaclia moerens is een vlinder uit de familie spinneruilen (Erebidae), onderfamilie beervlinders (Arctiinae). De wetenschappelijke naam van de soort is voor het eerst geldig gepubliceerd in 1911 door Oberthür.
Deze nachtvlinder komt voor in tropisch Afrika.